# Nekrolog 4. Quartal 1949
Nekrolog
◄◄
| ◄
| 1945
| 1946
| 1947
| 1948
| 1949 | 1950 | 1951 | 1952 | 1953 | ► | ►►
1. Quartal |
2. Quartal |
3. Quartal |
4. Quartal 1949
Weitere Ereignisse | Allgemeiner Nekrolog 1949
Die Beschreibung der verstorbenen Person sollte so kurz wie möglich gehalten sein und nur deren signifikante Tätigkeit(en) enthalten.
Neue Namen ggf. auch unter dem Geburts- und Sterbedatum, also etwa unter 1. Januar und im Geburts- und Sterbejahr (2024) eintragen (nur bei entsprechender großer Wichtigkeit). Für Beispiele siehe die schon vorhandenen Artikel.
Außerdem über die fünf zuletzt Verstorbenen, zu denen es einen ausreichend guten Artikel für eine Präsentation auf der Hauptseite gibt, nach der todesbedingten Überarbeitung der Artikel ggf. auch unter Wikipedia Diskussion:Hauptseite informieren und sie am besten auch in den anderen Wikipedia-Sprachversionen eintragen. Tipp: Regelmäßig bei news.google.de nach „ist tot“, „gestorben“ oder „verstorben“ suchen.
Wenn eine Person gestorben ist, gibt es viele Seiten zu dieser Person in der Wikipedia, die davon auch betroffen sind und entsprechend aktualisiert werden müssen. Beispiele: Namenübersichtsseite, Geburtsjahr, Geburtsort-Seiten und viele mehr.
Wie finde ich die betroffenen Seiten?
Im Suchfeld auf der linken Seite gibt man den Suchbegriff so ein: „Vorname Nachname“. Dann klickt man auf Volltext und alle Seiten mit entsprechendem Suchtext werden aufgerufen. Hier sieht man dann schnell, wo auch das Todesjahr Sinn macht oder sogar ein Teil des Artikels angepasst werden muss. Auch hilft das „Werkzeug“ auf der linken Seite sehr gut, um solche Seiten aufzufinden: „Links auf diese Seite“. Somit ist die Wikipedia wieder aktuell in allen Bereichen! Hinweis: bei Eintragung der Kategorie „Gestorben JAHR“ wird der Missbrauchsfilter 49 ausgelöst, was jedoch nicht schlimm ist. Siehe: Spezial:Missbrauchsfilter/49
Dies ist eine Liste von im vierten Quartal 1949 verstorbenen bekannten Persönlichkeiten. Die Einträge erfolgen innerhalb der einzelnen Daten alphabetisch sortiert. Tiere sind im Nekrolog für Tiere zu finden.

## Oktober
| Tag         | Name                            | Beruf, bekannt als                                                                                               | Alter | Beleg |
| ----------- | ------------------------------- | --- | ----- | ----- |
| 1. Oktober  | Nicetas Budka                   | ukrainischer Bischof, Märtyrer, Seliger                                                                          | 72    |       |
| 1. Oktober  | Waldemar Hellmich               | Direktor des Vereins Deutscher Ingenieure                                                                        | 69    |       |
| 1. Oktober  | Friedrich Meyenberg             | deutsch-britischer Diplomingenieur und Hochschullehrer                                                           | 73    |       |
| 1. Oktober  | Camillo Praschniker             | österreichischer klassischer Archäologe                                                                          | 64    |       |
| 1. Oktober  | Heinrich Wiechens               | deutscher Kommunalpolitiker                                                                                      | 65    |       |
| 2. Oktober  | Maximilian Klein von Diepold    | deutscher Landschaftsmaler und Tiermaler                                                                         | 75    |       |
| 2. Oktober  | Kosta Manojlović                | jugoslawischer Komponist und Musikethnologe                                                                      | 58    |       |
| 2. Oktober  | Richard Martin Werner           | deutscher Bildhauer                                                                                              | 46    |       |
| 3. Oktober  | Midhat Frashëri                 | albanischer Schriftsteller, Publizist und Politiker                                                              | 69    |       |
| 3. Oktober  | Hermann Garhofer                | österreichischer Richter                                                                                         | 61    |       |
| 3. Oktober  | John Silén                      | finnischer Segler                                                                                                | 80    |       |
| 4. Oktober  | Edmund Eysler                   | österreichischer Komponist                                                                                       | 75    |       |
| 4. Oktober  | Elias Laub                      | bundistischer und sozialistischer Aktivist und Verleger                                                          | 63    |       |
| 4. Oktober  | Chris Smith                     | US-amerikanischer Komponist und Vaudeville-Künstler                                                              | 69    |       |
| 5. Oktober  | Aage Friis                      | dänischer Historiker und Hochschullehrer                                                                         | 79    |       |
| 5. Oktober  | Kodaira Yoshio                  | japanischer Serienmörder                                                                                         | 44    |       |
| 5. Oktober  | Wilhelm Paulcke                 | deutscher Geologe und Lawinenforscher                                                                            | 76    |       |
| 6. Oktober  | Robert E. Hannegan              | US-amerikanischer Politiker (Demokratischen Partei)                                                              | 46    |       |
| 6. Oktober  | Adolf Härtel                    | österreichischer Maschinenbau-Ingenieur, Hochschullehrer und nationalsozialistischer Wissenschaftsfunktionär     | 58    |       |
| 6. Oktober  | Georg Schlesinger               | deutscher Maschinenbauingenieur, Professor für Maschinenbau                                                      | 75    |       |
| 7. Oktober  | Çerkez Ethem                    | osmanisch-tscherkessischer Soldat und Guerillaführer, Widerstandskämpfer                                         |       |       |
| 7. Oktober  | Hugo Chanoch Fuchs              | deutscher Rabbiner und jüdischer Historiker                                                                      | 71    |       |
| 7. Oktober  | Hans Hagn                       | deutscher Gewerkschafter und Politiker (CSU), MdL                                                                | 50    |       |
| 7. Oktober  | Edwin Hauser                    | Schweizer Politiker (SVP)                                                                                        | 85    |       |
| 7. Oktober  | Martin Punitzer                 | deutscher Architekt                                                                                              | 60    |       |
| 7. Oktober  | Saitō Takao                     | japanischer konservativer Politiker der frühen Shōwa-Zeit                                                        | 79    |       |
| 8. Oktober  | Friedrich Ackermann             | bayerischer Politiker (SPD), Abgeordneter im Bayerischen Landtag (1919–1933), Zweiter Bürgermeister von Augsburg | 73    |       |
| 8. Oktober  | Ludwig Hupfeld                  | Leipziger Industrieller                                                                                          | 84    |       |
| 8. Oktober  | Leonor Michaelis                | deutsch-US-amerikanischer Biochemiker und Mediziner                                                              | 74    |       |
| 8. Oktober  | Bert H. Miller                  | US-amerikanischer Jurist und Politiker                                                                           | 69    |       |
| 8. Oktober  | Erik Ørvig                      | norwegischer Segler                                                                                              | 54    |       |
| 8. Oktober  | Werner Peuke                    | deutscher Kommunist und Widerstandskämpfer                                                                       | 43    |       |
| 8. Oktober  | Hendrik Cornelis Siebers        | niederländischer Ornithologe                                                                                     | 59    |       |
| 8. Oktober  | Hans Trüb                       | Schweizer Arzt und Psychotherapeut                                                                               | 60    |       |
| 9. Oktober  | Gheorghe Mironescu              | rumänischer Politiker, Jurist                                                                                    | 75    |       |
| 9. Oktober  | Hans Silberborth                | deutscher Gymnasiallehrer, Historiker und Archivar                                                               | 62    |       |
| 9. Oktober  | Wiktor Alexandrowitsch Uspenski | sowjetischer Komponist, Musikwissenschaftler und Musikethnologe                                                  | 70    |       |
| 9. Oktober  | Walther Wüster                  | deutscher Diplomat im Zweiten Weltkrieg                                                                          | 48    |       |
| 10. Oktober | Richard Küter                   | deutscher sozialistischer Politiker                                                                              | 72    |       |
| 10. Oktober | Thomas Mary O’Leary             | US-amerikanischer Geistlicher, Bischof von Springfield                                                           | 74    |       |
| 10. Oktober | Charles Silver                  | französischer Komponist                                                                                          | 81    |       |
| 10. Oktober | Ida C. Ward                     | britische Sprachwissenschaftlerin                                                                                | 69    |       |
| 11. Oktober | Carl Bensel                     | deutscher Architekt                                                                                              | 71    |       |
| 11. Oktober | Albert H. Rausch                | deutscher Schriftsteller                                                                                         | 67    |       |
| 12. Oktober | Oliv Jeker                      | Schweizer Politiker (FDP)                                                                                        | 88    |       |
| 12. Oktober | Oskar Jellinek                  | österreichischer Schriftsteller                                                                                  | 63    |       |
| 12. Oktober | Richard Seefelder               | deutscher Augenarzt und Hochschullehrer                                                                          | 73    |       |
| 12. Oktober | Dorothea Stern                  | deutsche Kunsthistorikerin                                                                                       | 71    |       |
| 13. Oktober | August Aichhorn                 | österreichischer Pädagoge und Psychoanalytiker                                                                   | 71    |       |
| 13. Oktober | Martial Payot                   | französischer nordischer Skisportler                                                                             | 49    |       |
| 13. Oktober | William George Pye              | britischer Unternehmer                                                                                           | 79    |       |
| 13. Oktober | John L. Sullivan                | US-amerikanischer Offizier, Jurist und Politiker                                                                 | 58    |       |
| 14. Oktober | Karl Adrian                     | österreichischer Heimatforscher                                                                                  | 88    |       |
| 14. Oktober | Rudolf Borch                    | deutscher Lehrer, Schriftsteller und Familienforscher                                                            | 58    |       |
| 14. Oktober | Paul Ehrenberg                  | deutscher Violinist und Maler                                                                                    | 73    |       |
| 14. Oktober | Marius Jouveau                  | französischer Schriftsteller, Romanist und Provenzalist                                                          | 71    |       |
| 14. Oktober | Fritz Leiber senior             | US-amerikanischer Bühnen- und Filmschauspieler                                                                   | 67    |       |
| 14. Oktober | Roman Lysko                     | griechisch-katholischer Geistlicher, Seliger                                                                     | 35    |       |
| 14. Oktober | Charles Maguire                 | kanadischer Politiker                                                                                            | 74    |       |
| 15. Oktober | Karl Howell Behr                | US-amerikanischer Tennisspieler und Bankier sowie Überlebender des Untergangs der „Titanic“                      | 64    |       |
| 15. Oktober | Max Berek                       | deutscher Mineraloge und Optiker                                                                                 | 63    |       |
| 15. Oktober | Elmer Clifton                   | US-amerikanischer Regisseur, Schauspieler, Drehbuchautor und Produzent                                           | 59    |       |
| 15. Oktober | Theodor Harburger               | deutsch-israelischer Kunsthistoriker                                                                             | 62    |       |
| 15. Oktober | Michael Krickl                  | niederösterreichischer Schriftsteller und Heimatdichter                                                          | 65    |       |
| 15. Oktober | Georges Lote                    | französischer Romanist                                                                                           | 69    |       |
| 15. Oktober | Johannes Öhquist                | finnischer Beamter, Sprachlehrer, Kunsthistoriker und politisch aktiver Schriftsteller                           | 87    |       |
| 15. Oktober | László Rajk                     | ungarischer Politiker                                                                                            | 40    |       |
| 16. Oktober | Bernard Berg                    | US-amerikanischer Turner                                                                                         | 77    |       |
| 16. Oktober | August Kaul                     | deutscher Landschaftsmaler und Grafiker                                                                          | 76    |       |
| 16. Oktober | Emil Meyer                      | deutscher Prediger und Evangelist                                                                                | 80    |       |
| 16. Oktober | Carl Emil Seashore              | US-amerikanischer Psychologe                                                                                     | 83    |       |
| 16. Oktober | Karl Sommer                     | deutscher Arbeiter, Todesopfer an der innerdeutschen Grenze                                                      | 43    |       |
| 16. Oktober | Wilhelm Witter                  | deutscher Metallhütten-Ingenieur und Vorgeschichtsforscher                                                       | 82    |       |
| 16. Oktober | Georg Ludwig Zülzer             | Internist und Kinderarzt, Diabetes-Forscher                                                                      | 79    |       |
| 17. Oktober | Aurel Aldea                     | rumänischer Generalleutnant und Politiker, Innenminister                                                         | 62    |       |
| 17. Oktober | Karl Bick                       | deutscher Gewerkschafter und Politiker (KPD), MdL                                                                | 52    |       |
| 17. Oktober | Liu Wencai                      | chinesischer Großgrundbesitzer                                                                                   |       |       |
| 17. Oktober | Robert Peenemaa                 | estnischer Geiger                                                                                                | 46    |       |
| 17. Oktober | Willy Rudert                    | deutscher Heimat- und Mundartschriftsteller                                                                      | 65    |       |
| 17. Oktober | Gustav Schröer                  | deutscher Schriftsteller                                                                                         | 73    |       |
| 17. Oktober | Fjodor Iwanowitsch Tolbuchin    | sowjetischer Offizier; Marschall der Sowjetunion                                                                 | 55    |       |
| 17. Oktober | Roy L. Wardwell                 | US-amerikanischer Geschäftsmann und Politiker                                                                    | 74    |       |
| 17. Oktober | Gustaf Wretman                  | schwedischer Schwimmer                                                                                           | 61    |       |
| 18. Oktober | Hugo Koller                     | Wiener Industrieller, Kunstfreund und Bibliophiler                                                               | 81    |       |
| 18. Oktober | Karl Müller                     | deutscher promovierter Rechtsanwalt und Widerstandskämpfer gegen das NS-Regime                                   | 56    |       |
| 19. Oktober | Carlo Montù                     | italienischer Militär, Ingenieur, Sportler, Flieger, Politiker und Sportfunktionär                               | 80    |       |
| 20. Oktober | Karl Bergemann                  | deutscher Politiker (SPD) sowie preußischer Landrat und Regierungspräsident                                      | 71    |       |
| 20. Oktober | Jacques Copeau                  | französischer Dramatiker, Schauspieler und Theaterleiter                                                         | 70    |       |
| 20. Oktober | Angela Hammitzsch               | Halbschwester von Adolf Hitler                                                                                   | 66    |       |
| 20. Oktober | Fred Sisson                     | US-amerikanischer Politiker                                                                                      | 70    |       |
| 21. Oktober | Johannes Bell                   | deutscher Politiker (Zentrum), MdR und Jurist                                                                    | 81    |       |
| 21. Oktober | Laura Montoya                   | römisch-katholische Ordensschwester und Ordensgründerin                                                          | 75    |       |
| 21. Oktober | Gustav Scipio                   | deutscher Unternehmer im Fruchthandel                                                                            | 77    |       |
| 21. Oktober | Fritz Tennigkeit                | deutscher Musiker und Maler                                                                                      | 57    |       |
| 22. Oktober | Agne Holmström                  | schwedischer Sprinter                                                                                            | 55    |       |
| 22. Oktober | Bernhard Meuser                 | deutscher Politiker (CDU), MdL                                                                                   | 66    |       |
| 22. Oktober | Henry Slocum                    | US-amerikanischer Tennisspieler                                                                                  | 87    |       |
| 22. Oktober | Alfred Zimmermann               | deutscher Politiker (CDU), MdL                                                                                   | 60    |       |
| 23. Oktober | Wilhelm Böttger                 | deutscher Chemiker                                                                                               | 78    |       |
| 23. Oktober | John Robert Clynes              | britischer Politiker (Labour Party), Mitglied des House of Commons                                               | 80    |       |
| 23. Oktober | Ewin L. Davis                   | US-amerikanischer Politiker                                                                                      | 73    |       |
| 23. Oktober | Nikolaus Holz                   | deutscher Wasserbau- und Tiefbauingenieur sowie Hochschullehrer                                                  | 80    |       |
| 23. Oktober | Kristofer Didrik Lehmkuhl       | norwegischer Politiker (Høyre), Mitglied des Storting                                                            | 94    |       |
| 23. Oktober | Franz von Steinhart             | österreichischer Offizier, zuletzt Feldmarschallleutnant der Österreichisch-Ungarischen Armee                    | 84    |       |
| 23. Oktober | Bill Traylor                    | afroamerikanischer autodidaktischer Zeichner und Maler                                                           | 93    |       |
| 23. Oktober | Almanzo Wilder                  | Ehemann von Laura Ingalls Wilder                                                                                 | 92    |       |
| 23. Oktober | Buster Wilson                   | US-amerikanischer Jazz-Pianist                                                                                   |       |       |
| 24. Oktober | Karl Bartenbach                 | deutscher Marineoffizier, zuletzt Vizeadmiral                                                                    | 67    |       |
| 24. Oktober | William R. Gorham               | Ingenieur | 61    |       |
| 24. Oktober | Paul Groß                       | deutscher Politiker (SPD), MdL                                                                                   | 52    |       |
| 24. Oktober | Jaroslaw Halan                  | ukrainischer kommunistischer Schriftsteller, Dramatiker, Journalist und Publizist                                | 47    |       |
| 24. Oktober | Josef Löschnig                  | österreichischer Landesobstbauinspektor, Hofrat und Gartenbauautor                                               | 77    |       |
| 24. Oktober | Joaquim Nin i Castellanos       | kubanischer Komponist und klassischer Pianist                                                                    | 70    |       |
| 24. Oktober | Balder Olden                    | deutscher Schriftsteller und Journalist                                                                          | 67    |       |
| 25. Oktober | Hans Barthold von Bassewitz     | deutscher Verwaltungsbeamter und Politiker (DNVP), Ministerpräsident des Herzogtums Sachsen-Coburg und Gotha     | 82    |       |
| 25. Oktober | Blanca de Borbón                | spanische Prinzessin und durch Heirat Erzherzogin von Österreich-Toskana                                         | 81    |       |
| 26. Oktober | Alfred Haehner                  | Mediziner und Leibarzt von Kaiser Wilhelm II. im Exil                                                            | 69    |       |
| 26. Oktober | Florence E. S. Knapp            | US-amerikanische Politikerin                                                                                     |       |       |
| 26. Oktober | M. Alfred Michaelson            | US-amerikanischer Politiker norwegischer Herkunft                                                                | 71    |       |
| 26. Oktober | Georg Schneider                 | deutscher Arzt und Politiker (LDP)                                                                               |       |       |
| 27. Oktober | František Halas                 | tschechischer Dichter                                                                                            | 48    |       |
| 27. Oktober | Leonard Hanson                  | britischer Turner                                                                                                | 61    |       |
| 27. Oktober | Fritz Linnert                   | deutscher Politiker (FDP), MdL, MdB                                                                              | 64    |       |
| 27. Oktober | Carlos Queiroz Ribeiro          | portugiesischer Lyriker                                                                                          | 42    |       |
| 27. Oktober | Victor Wittner                  | österreichischer Schriftsteller                                                                                  | 53    |       |
| 28. Oktober | Musa Bigiev                     | tatarisch islamischer Gelehrter, Reformdenker, Philosoph, Publizist und politischer Aktivist                     |       |       |
| 28. Oktober | Marcel Cerdan                   | französischer Boxer und Weltmeister im Mittelgewicht                                                             | 33    |       |
| 28. Oktober | Viktor Glondys                  | deutscher Geistlicher, Bischof der Evangelischen Kirche A.B. in Rumänien                                         | 66    |       |
| 28. Oktober | Johannes Haw                    | deutscher Geistlicher und Ordensgründer                                                                          | 78    |       |
| 28. Oktober | Otto Michaelis                  | deutscher Theologe                                                                                               | 74    |       |
| 28. Oktober | Ginette Neveu                   | französische Violinistin                                                                                         | 30    |       |
| 29. Oktober | Georges I. Gurdjieff            | armenisch-russischer Esoteriker, Schriftsteller, Choreograph, Komponist, Lehrer                                  |       |       |
| 29. Oktober | Franz Xaver Osterrieder         | bayerischer Schriftsteller                                                                                       | 80    |       |
| 29. Oktober | Ferdinand Schebek               | österreichischer Maler                                                                                           | 74    |       |
| 30. Oktober | Richard Haas                    | deutscher römisch-katholischer Geistlicher, Steyler Missionar und Märtyrer                                       | 37    |       |
| 31. Oktober | Édouard Dujardin                | französischer Schriftsteller                                                                                     | 88    |       |
| 31. Oktober | Jessica Garretson Finch         | US-amerikanische Lehrerin, Autorin, Frauenrechtsaktivistin und Schulgründerin                                    | 78    |       |
| 31. Oktober | Julie Hanusch                   | Textilkünstlerin und Ehefrau von Karl Hanusch                                                                    | 71    |       |
| 31. Oktober | Adele Juda                      | österreichische Psychiaterin und Neurologin                                                                      | 61    |       |
| 31. Oktober | Willoughby Prescott Lowe        | englischer Ornithologe und Naturforscher                                                                         | 76    |       |
| 31. Oktober | Lorenzo Massa                   | argentinischer römisch-katholischer Ordenspriester                                                               | 66    |       |
| 31. Oktober | Emil Johannes Meyer             | deutscher Verleger und Autor                                                                                     | 64    |       |
| 31. Oktober | Arthur Ramos                    | brasilianischer Ethnologe, Anthropologe und Sozialpsychologe                                                     | 46    |       |
| 31. Oktober | Edward Stettinius junior        | US-amerikanischer Diplomat und Politiker (Demokratische Partei)                                                  | 49    |       |
| 31. Oktober | Josef Wächter                   | österreichischer General und Minister für Heerwesen                                                              | 82    |       |

## November
| Tag          | Name                                             | Beruf, bekannt als | Alter | Beleg |
| ------------ | ------------------------------------------------ | --- | ----- | ----- |
| 1. November  | George J. Bates                                  | US-amerikanischer Politiker                                                                                           | 58    |       |
| 1. November  | Eduard Erler                                     | österreichischer Politiker (DnP), Abgeordneter zum Nationalrat                                                        | 88    |       |
| 1. November  | Michael J. Kennedy                               | US-amerikanischer Politiker                                                                                           | 52    |       |
| 1. November  | Nikola Schekow                                   | bulgarischer General der Infanterie, Kriegsminister sowie Oberbefehlshaber der bulgarischen Armee im Ersten Weltkrieg | 84    |       |
| 1. November  | Leopold Walk                                     | österreichischer Ethnologe                                                                                            | 63    |       |
| 2. November  | Marie Coppius                                    | deutsche Kindergärtnerin und Fröbelpädagogin jüdischer Abstammung                                                     | 78    |       |
| 2. November  | Jerome F. Donovan                                | US-amerikanischer Jurist und Politiker                                                                                | 77    |       |
| 2. November  | Donald Lindsay Galbreath                         | US-amerikanischer Heraldiker                                                                                          | 65    |       |
| 2. November  | Eberhard Harzer                                  | tschechischer Ordensgeistlicher, Abt des Klosters Osek                                                                | 62    |       |
| 2. November  | Emmo Langer                                      | österreichischer Politiker (NSDAP), Landtagsabgeordneter                                                              | 58    |       |
| 2. November  | Georg Scheu                                      | deutscher Rebzüchter und Winzer                                                                                       | 70    |       |
| 3. November  | Ole Brude                                        | norwegischer Seefahrer                                                                                                |       |       |
| 3. November  | Olaf Fønss                                       | dänischer Stummfilmschauspieler                                                                                       | 67    |       |
| 3. November  | Berta Geissmar                                   | deutsche Musikwissenschaftlerin                                                                                       | 57    |       |
| 3. November  | Solomon R. Guggenheim                            | US-amerikanischer Industrieller und Philanthrop                                                                       | 88    |       |
| 3. November  | Fritz Külz                                       | deutscher Pharmakologe                                                                                                | 62    |       |
| 3. November  | Francesco Marmaggi                               | italienischer Geistlicher, Kardinal der römisch-katholischen Kirche                                                   | 73    |       |
| 3. November  | Theodor Heinrich Mayer                           | österreichischer Schriftsteller und Apotheker                                                                         | 65    |       |
| 3. November  | Kenneth McKenzie                                 | US-amerikanischer Romanist und Italianist                                                                             | 79    |       |
| 3. November  | Tanaka Hidemitsu                                 | japanischer Schriftsteller                                                                                            | 36    |       |
| 4. November  | Otto von Auwers                                  | deutscher Physiker | 54    |       |
| 4. November  | Georg Berthelé                                   | deutscher Politiker (SPD, USPD, VKPD, KPD), MdR und Widerstandskämpfer gegen den Nationalsozialismus                  | 72    |       |
| 4. November  | Walther von Bonstetten                           | Schweizer Gründer der „Scouts International Home“ Association                                                         | 82    |       |
| 4. November  | Marie Diers                                      | deutsche Schriftstellerin                                                                                             | 82    |       |
| 4. November  | Hans Ryffel                                      | Schweizer Beamter | 71    |       |
| 5. November  | Paul Aretz                                       | deutscher Verleger, Buchhändler und Autor                                                                             | 59    |       |
| 5. November  | Karl Biester                                     | deutscher Landwirt und Politiker (DHP, NLP), MdL                                                                      | 71    |       |
| 5. November  | Léon Georget                                     | französischer Radrennfahrer                                                                                           | 70    |       |
| 5. November  | Abdolhossein Hazhir                              | iranischer Politiker                                                                                                  |       |       |
| 5. November  | Paul Kalbeck                                     | Schauspieler, Regisseur und Schriftsteller                                                                            | 65    |       |
| 5. November  | Karl Ludwig Kossak                               | österreichischer Dramatiker, Romancier und Lyriker                                                                    | 58    |       |
| 5. November  | Georg Lotter                                     | deutscher Ingenieur                                                                                                   | 71    |       |
| 6. November  | Alwin Brandes                                    | deutscher Politiker (SPD), MdR und Gewerkschaftsführer                                                                | 83    |       |
| 7. November  | Frederick W. Barrett                             | englischer Polospieler                                                                                                | 74    |       |
| 7. November  | Curt Falkenheim                                  | deutscher Pädiater | 56    |       |
| 7. November  | Wilhelm Schneider-Clauß                          | Kölscher Mundart Autor                                                                                                | 87    |       |
| 8. November  | Marguerite Gachet                                | französisches Malermodell                                                                                             | 80    |       |
| 8. November  | Paul Kroll                                       | deutscher Radrennfahrer                                                                                               | 51    |       |
| 8. November  | Mignon Langnas                                   | österreichische Krankenschwester                                                                                      | 46    |       |
| 8. November  | Robert Heinrich Lienau                           | deutscher Musikverleger und GEMA-Mitbegründer                                                                         | 83    |       |
| 8. November  | Clyde M. Reed                                    | US-amerikanischer Politiker                                                                                           | 78    |       |
| 8. November  | Carl Stöger junior                               | österreichischer Baumeister und Architekt                                                                             | 79    |       |
| 8. November  | Cyriel Verschaeve                                | belgischer Priester, Nationalist und Autor                                                                            | 75    |       |
| 9. November  | Louis Arnould                                    | französischer Romanist und Französist                                                                                 | 85    |       |
| 9. November  | Margit Bokor                                     | ungarische Opernsängerin (Sopran)                                                                                     | 49    |       |
| 9. November  | Pauli Ebner                                      | österreichische Malerin und Illustratorin                                                                             | 76    |       |
| 9. November  | Alphons Gaertner                                 | deutscher Politiker (DDP, LDP), MdV                                                                                   | 57    |       |
| 9. November  | Giulio Valli                                     | italienischer Vizeadmiral und Senator                                                                                 | 74    |       |
| 10. November | Claus von Borcke                                 | deutscher Verwaltungsbeamter                                                                                          | 81    |       |
| 10. November | Herbert Henry Elvin                              | britischer Gewerkschafter                                                                                             | 75    |       |
| 10. November | Adalbert Hartmann                                | sudetendeutscher Jurist und Politiker                                                                                 | 54    |       |
| 10. November | William Jackson Humphreys                        | amerikanischer Atmosphärenphysiker und Meteorologe                                                                    | 87    |       |
| 10. November | Ajahn Mun Bhuridatta                             | buddhistischer Mönch                                                                                                  | 79    |       |
| 10. November | Richard Reid Rogers                              | US-amerikanischer Jurist                                                                                              | 80    |       |
| 11. November | Alphonse Boog                                    | französischer Komponist, Pädagoge und Historiker                                                                      | 77    |       |
| 11. November | Carlos Maria de Bourbon                          | Mitglied aus dem Haus Bourbon                                                                                         | 79    |       |
| 11. November | Paul Fiebig                                      | deutscher evangelischer Theologe                                                                                      | 73    |       |
| 11. November | Byron B. Harlan                                  | US-amerikanischer Jurist und Politiker                                                                                | 63    |       |
| 11. November | Heinrich Lüth                                    | Hofgarteninspektor und letzter Hofgärtner Eutins                                                                      | 85    |       |
| 11. November | Ernst Salge                                      | deutscher Jurist und Politiker                                                                                        | 67    |       |
| 12. November | Renzo Chiosso                                    | italienischer Drehbuchautor, Schriftsteller und Filmregisseur                                                         | 72    |       |
| 12. November | Werner Deubel                                    | deutscher Dramatiker, Schriftsteller und Essayist                                                                     | 55    |       |
| 12. November | Robert Furrer                                    | Schweizer Filmarchitekt und Bühnenbildner                                                                             | 44    |       |
| 12. November | Marcell Jankovics der Ältere                     | ungarischer Rechtsanwalt, Publizist, Abgeordneter des Ungarischen Reichstages und Bergsteiger                         | 75    |       |
| 12. November | Johannes Runge                                   | deutscher Leichtathlet                                                                                                | 71    |       |
| 13. November | Max Hein                                         | deutscher Historiker und Archivar                                                                                     | 64    |       |
| 13. November | Magna Lykseth-Skogman                            | schwedische Opernsängerin                                                                                             | 75    |       |
| 13. November | Franz Specht                                     | deutscher Sprachwissenschaftler                                                                                       | 61    |       |
| 14. November | Georg Crusen                                     | deutscher Jurist, zuletzt Präsident des Obergerichts der Freien Stadt Danzig                                          | 82    |       |
| 14. November | Richard Dixon                                    | britischer Segler | 83    |       |
| 14. November | Franz Novy                                       | österreichischer Politiker (SPÖ) und amtsführender Stadtrat in Wien                                                   | 49    |       |
| 14. November | Walter Runciman, 1. Viscount Runciman of Doxford | britischer Politiker, Mitglied des House of Commons, Minister                                                         | 78    |       |
| 14. November | Lothar Wallerstein                               | österreichisch-amerikanischer Regisseur und Dirigent                                                                  | 67    |       |
| 15. November | Narayan Apte                                     | indischer Attentäter, mutmaßlicher Drahtzieher des Attentats auf Mahatma Gandhi                                       |       |       |
| 15. November | Nathuram Godse                                   | indischer Attentäter, Mörder von Mahatma Gandhi                                                                       | 39    |       |
| 15. November | John Neville Keynes                              | britischer Ökonom | 97    |       |
| 15. November | Franz Neuhofer                                   | österreichischer Komponist                                                                                            | 79    |       |
| 16. November | António Aleixo                                   | portugiesischer Volksdichter                                                                                          | 50    |       |
| 16. November | Ulrich Friedemann                                | deutscher Arzt und Wissenschaftler                                                                                    | 72    |       |
| 16. November | Frederick Naylor                                 | britischer Schwimmer                                                                                                  | 68    |       |
| 17. November | Bernardo Dessau                                  | italienischer Physiker und Zionist deutscher Herkunft                                                                 | 86    |       |
| 17. November | Hans Huber                                       | österreichischer Politiker (CS), Landtagsabgeordneter                                                                 | 59    |       |
| 17. November | Theresa Serber Malkiel                           | sozialistische, feministische Aktivistin, Autorin und Journalistin                                                    | 75    |       |
| 17. November | Leo Stelzl                                       | österreichischer Kunstschriftsteller                                                                                  | 52    |       |
| 18. November | Elmer Ivan Applegate                             | US-amerikanischer Botaniker                                                                                           | 82    |       |
| 18. November | Georg Heyer                                      | deutscher Architekt und Bauunternehmer                                                                                | 68    |       |
| 18. November | William Darius Jamieson                          | US-amerikanischer Politiker                                                                                           | 76    |       |
| 18. November | Frank B. Jewett                                  | US-amerikanischer Physiker und erster Präsident der Bell Labs                                                         | 70    |       |
| 18. November | Hermann Ritter                                   | Bremer Kaufmann und Senator                                                                                           | 71    |       |
| 19. November | James Ensor                                      | belgischer Maler und Zeichner                                                                                         | 89    |       |
| 19. November | Stan King                                        | US-amerikanischer Jazzmusiker (Schlagzeug, Gesang und Kazoo)                                                          |       |       |
| 19. November | Giulio Vivanti                                   | italienischer Mathematiker und Mathematikhistoriker                                                                   | 90    |       |
| 20. November | Max von Siegl                                    | österreichischer Eisenbahntechniker                                                                                   | 93    |       |
| 20. November | Wakatsuki Reijirō                                | japanischer Minister und Premierminister                                                                              | 83    |       |
| 22. November | Karl Peter Berg                                  | deutscher SS-Unterscharführer, Kommandant der Durchgangslager Schoorl und Amersfoort                                  | 42    |       |
| 22. November | Richard Connell                                  | US-amerikanischer Drehbuchautor                                                                                       | 56    |       |
| 22. November | Hermann Giesau                                   | deutscher Kunsthistoriker und Landeskonservator                                                                       | 66    |       |
| 22. November | Max Lochner                                      | deutscher Hippologe und Inhaber zahlreicher Patente                                                                   | 81    |       |
| 22. November | Otto Möller                                      | deutscher Politiker (LDP), MdV                                                                                        | 62    |       |
| 23. November | Ludwig Ferdinand von Bayern                      | Prinz von Bayern und Infant von Spanien                                                                               | 90    |       |
| 23. November | Josef Kennerknecht                               | österreichischer Politiker (CS), Landtagsabgeordneter                                                                 | 74    |       |
| 23. November | Gustav Radbruch                                  | deutscher Rechtsgelehrter und Politiker (SPD), MdR                                                                    | 71    |       |
| 24. November | Robert N. Bradbury                               | US-amerikanischer Filmregisseur, Drehbuchautor und Filmproduzent                                                      | 63    |       |
| 24. November | Jakob Breitbach                                  | deutscher Politiker (FDP), MdL                                                                                        | 52    |       |
| 24. November | René Maire                                       | französischer Botaniker und Mykologe                                                                                  | 71    |       |
| 24. November | Johann Nemecek                                   | österreichischer Alpinist und Sportfunktionär                                                                         | 58    |       |
| 25. November | Engelbert Lenz                                   | österreichischer Politiker (CSP), Landtagsabgeordneter                                                                | 66    |       |
| 25. November | Bill Robinson                                    | afroamerikanischer Stepptänzer                                                                                        | 71    |       |
| 25. November | Günther Sewald                                   | deutscher Politiker (CDU), MdB                                                                                        | 44    |       |
| 25. November | Lao Genevra Simons                               | US-amerikanische Mathematikerin und Mathematikhistorikerin                                                            | 79    |       |
| 25. November | Jack C. Walton                                   | US-amerikanischer Politiker                                                                                           | 68    |       |
| 26. November | Werner von Axster-Heudtlass                      | deutscher Grafiker | 51    |       |
| 26. November | Martin Beradt                                    | deutscher Schriftsteller                                                                                              | 68    |       |
| 26. November | Enrico Brusoni                                   | italienischer Radrennfahrer                                                                                           | 70    |       |
| 26. November | Alexandre Roubtzoff                              | russisch-französischer Maler                                                                                          | 65    |       |
| 26. November | Paul Therstappen                                 | deutscher Bibliothekar, Kulturhistoriker und Schriftsteller                                                           | 77    |       |
| 27. November | Charles F. Haanel                                | US-amerikanischer Schriftsteller                                                                                      | 83    |       |
| 27. November | William H. King                                  | US-amerikanischer Politiker der Demokratischen Partei                                                                 | 86    |       |
| 27. November | August Friedrich Kirsch                          | deutscher Dekorations- und Landschaftsmaler                                                                           | 67    |       |
| 27. November | Martin Benno Schmidt                             | deutscher Pathologe                                                                                                   | 86    |       |
| 27. November | Tom Walls                                        | britischer Schauspieler (Komiker), Regisseur und Produzent bei Bühne und Film                                         | 66    |       |
| 28. November | Pierre Bacqueyrisses                             | französischer Unternehmer und Autorennfahrer                                                                          | 56    |       |
| 28. November | Hans Großmann                                    | deutscher Architekt                                                                                                   | 69    |       |
| 28. November | Emilij Laszowski                                 | jugoslawischer Historiker                                                                                             | 81    |       |
| 28. November | Emilián Trolda                                   | tschechischer Musikhistoriker                                                                                         | 78    |       |
| 29. November | Emilio Bodrero                                   | italienischer Politiker                                                                                               | 75    |       |
| 29. November | Charles Kephart Swartz                           | US-amerikanischer Paläontologe, Geologe und Mineraloge                                                                | 88    |       |
| 30. November | Julius P. Heil                                   | US-amerikanischer Politiker                                                                                           | 73    |       |
| 30. November | Joseph von Spiegel zu Peckelsheim                | deutscher Landrat des Kreises Warburg (1933–1943)                                                                     | 71    |       |

## Dezember
| Tag          | Name                       | Beruf, bekannt als | Alter | Beleg |
| ------------ | -------------------------- | --- | ----- | ----- |
| 1. Dezember  | Fred Fox                   | britischer Regieassistent und Filmschauspieler                                                                               | 65    |       |
| 1. Dezember  | Bernhard Göring            | deutscher antifaschistischer Widerstandskämpfer und Politiker (SPD, SED), MdV                                                | 52    |       |
| 1. Dezember  | Arthur Hiller              | deutscher Arzt und Sanitätsoffizier                                                                                          | 70    |       |
| 1. Dezember  | Max Meirowsky              | deutscher Industrieller und Kunstsammler                                                                                     | 83    |       |
| 1. Dezember  | Rudolf Peter               | deutscher Pädagoge und Mitarbeiter im Reichserziehungsministerium                                                            | 64    |       |
| 1. Dezember  | Otto Riesser               | deutscher Pharmakologe und Physiologe                                                                                        | 67    |       |
| 2. Dezember  | Albert Ammons              | US-amerikanischer Boogie-Woogie-Pianist                                                                                      | 42    |       |
| 2. Dezember  | Hermann Josephson          | deutscher evangelischer Pfarrer, Herausgeber und Schriftsteller                                                              | 85    |       |
| 2. Dezember  | Karl Kinzl                 | österreichischer Landwirt und Politiker (CS), Landtagsabgeordneter                                                           | 71    |       |
| 2. Dezember  | Karl Proisl                | österreichischer Kanute | 38    |       |
| 2. Dezember  | Hermann Strebel            | deutscher Mundartdichter, Humorist, Kabarettist                                                                              | 71    |       |
| 3. Dezember  | Emma Aberle                | deutsche Schriftstellerin und Dichterin                                                                                      | 63    |       |
| 3. Dezember  | Philip Barry               | amerikanischer Dramatiker | 53    |       |
| 3. Dezember  | Soeiro Pereira Gomes       | portugiesischer Kommunist, Schriftsteller und Politiker                                                                      | 40    |       |
| 3. Dezember  | Maria Ouspenskaya          | US-amerikanische Bühnen- und Filmschauspielerin und Schauspiellehrerin russischer Abstammung                                 | 73    |       |
| 3. Dezember  | Elin Pelin                 | bulgarischer Schriftsteller                                                                                                  | 72    |       |
| 4. Dezember  | Martin Gorski              | US-amerikanischer Politiker                                                                                                  | 63    |       |
| 4. Dezember  | Jozef Vanderhoven          | belgischer Ordensgeistlicher, römisch-katholischer Apostolischer Vikar von Boma                                              | 61    |       |
| 5. Dezember  | Alfred J. Lotka            | österreichisch-US-amerikanischer Mathematiker, Chemiker, Ökologe und Demograph                                               | 69    |       |
| 5. Dezember  | Walter Meyer               | deutscher Olympiasieger im Rudern                                                                                            | 45    |       |
| 5. Dezember  | Andreas Tremmel            | deutscher Kommunalpolitiker                                                                                                  | 58    |       |
| 5. Dezember  | Johnnie Walker             | amerikanischer Schauspieler und Produzent                                                                                    | 55    |       |
| 5. Dezember  | Hans Windels               | deutscher Verwaltungsjurist                                                                                                  | 67    |       |
| 6. Dezember  | Carl Godlewski             | deutscher Zirkus-Clown, Akrobat, Ballettmeister, Tanzlehrer und Choreograf                                                   | 87    |       |
| 6. Dezember  | Albert Grégoire            | deutscher Jurist und Politiker, MdR                                                                                          | 84    |       |
| 6. Dezember  | Leadbelly                  | US-amerikanischer Bluessänger                                                                                                | 60    |       |
| 6. Dezember  | Ivar Lykke                 | norwegischer konservativer Politiker                                                                                         | 77    |       |
| 6. Dezember  | Erwin Menny                | deutscher Offizier, zuletzt Generalleutnant im Zweiten Weltkrieg                                                             | 56    |       |
| 6. Dezember  | Georg Stratmann            | deutscher Politiker (CDU), MdL                                                                                               | 71    |       |
| 7. Dezember  | Rex Beach                  | US-amerikanischer Autor | 72    |       |
| 7. Dezember  | Friedrich Cordes           | deutscher Bauingenieur | 68    |       |
| 7. Dezember  | Rudolf Cramer              | deutscher Geologe | 67    |       |
| 7. Dezember  | Josef Koždoň               | ostschlesischer Politiker und langjähriger Bürgermeister von Tschechisch Teschen                                             | 76    |       |
| 7. Dezember  | Ferdinand Rothpletz        | Schweizer Bauingenieur | 77    |       |
| 8. Dezember  | Helen Archdale             | schottisch-britische Frauenrechtlerin, Suffragette und Journalistin                                                          | 73    |       |
| 8. Dezember  | Sofja Dolgorukowa          | russische bzw. britische bzw. französische Ärztin und Pilotin                                                                | 61    |       |
| 8. Dezember  | Arthur Rebner              | Chansonnier, Autor, Librettist, Komponist, Revueautor, Conferencier und Textdichter                                          | 59    |       |
| 9. Dezember  | Friedrich Bernhard         | deutscher Chirurg und Hochschullehrer                                                                                        | 52    |       |
| 9. Dezember  | Karolina Burger            | deutsche Lehrerin, Frauenseelsorgerin, Gründerin des Anna-Stiftes Ludwigshafen                                               | 70    |       |
| 9. Dezember  | Jakob-Adolf Heilmann       | deutscher Architekt und NDPD-Funktionär                                                                                      | 61    |       |
| 9. Dezember  | John Bernard Kevenhoerster | US-amerikanischer Ordensgeistlicher                                                                                          | 80    |       |
| 09. Dezember | John Mackenzie             | britischer Segler | 73    |       |
| 9. Dezember  | Rolin Wavre                | Schweizer Mathematiker | 53    |       |
| 10. Dezember | Luigi Berzolari            | italienischer Mathematiker                                                                                                   | 86    |       |
| 10. Dezember | Rudolf Heine               | österreichisch-böhmischer Baurat und Politiker (Deutschradikale Partei)                                                      | 71    |       |
| 11. Dezember | Fiddlin’ John Carson       | US-amerikanischer Country-Musiker                                                                                            | 81    |       |
| 11. Dezember | Charles Dullin             | französischer Schauspieler, Regisseur und Theaterleiter                                                                      | 64    |       |
| 11. Dezember | Rudolf Komorek             | österreichischer Salesianer Don Boscos und Missionar                                                                         | 59    |       |
| 12. Dezember | Richard Müller-Freienfels  | deutscher Philosoph und Psychologe                                                                                           | 67    |       |
| 12. Dezember | Géza Szigritz              | ungarischer Schwimmer, Wasserballspieler und -trainer                                                                        | 42    |       |
| 12. Dezember | Arthur Tetzlaff            | deutscher Verleger | 78    |       |
| 12. Dezember | Erik Adolf von Willebrand  | finnischer Hämatologe | 79    |       |
| 13. Dezember | Hubert Kappen              | deutscher Agrikulturchemiker                                                                                                 | 70    |       |
| 14. Dezember | Martin Heidenhain          | deutscher Anatom | 85    |       |
| 14. Dezember | Alfred Labhardt            | Schweizer Gynäkologe und Geburtshelfer                                                                                       | 75    |       |
| 14. Dezember | Alfred Moll                | Schweizer Politiker (FDP) | 80    |       |
| 14. Dezember | Erich Paats                | deutscher Politiker (KPD), MdL                                                                                               | 49    |       |
| 14. Dezember | Albert Roßhaupter          | bayerischer Politiker (SPD)                                                                                                  | 71    |       |
| 15. Dezember | Alice Bailey               | englisch-US-amerikanische Esoterikerin, Theosophin und Autorin                                                               | 69    |       |
| 15. Dezember | Ludwig Ermold              | deutscher Kammersänger | 66    |       |
| 15. Dezember | Joseph Kratofiel           | deutscher Politiker (BVP), MdL                                                                                               | 79    |       |
| 15. Dezember | Prätorius von Richthofen   | deutscher Gutsbesitzer und Politiker (DNVP), MdR                                                                             | 70    |       |
| 15. Dezember | Jógvan Waagstein           | färöischer Musikpädagoge, Komponist und Kunstmaler                                                                           | 70    |       |
| 16. Dezember | Jean-Josaphat Gagnier      | kanadischer Dirigent und Komponist                                                                                           | 64    |       |
| 16. Dezember | Trajtscho Kostow           | bulgarischer Politiker | 52    |       |
| 16. Dezember | Gabriel Méndez Plancarte   | mexikanischer Kleriker, Dichter, Humanismusforscher, Romanist, Hispanist und Mexikanist                                      | 44    |       |
| 16. Dezember | Sidney Olcott              | kanadischer Filmproduzent, Filmregisseur, Schauspieler und Drehbuchautor                                                     | 76    |       |
| 16. Dezember | Ferdinand Pfohl            | deutscher Musikkritiker und Komponist                                                                                        | 87    |       |
| 16. Dezember | Emil Rüster                | deutscher Architekt, Baubeamter und Hochschullehrer                                                                          | 66    |       |
| 16. Dezember | Lee White                  | US-amerikanischer Vaudeville-Pianist, Songwriter, Entertainer und Schauspieler                                               | 61    |       |
| 17. Dezember | Robert Eisler              | österreichischer Kulturhistoriker                                                                                            | 67    |       |
| 17. Dezember | Ernst Rinderspacher        | Schweizer Glasmaler | 70    |       |
| 17. Dezember | Alex Servais               | luxemburgischer Sprinter und Speerwerfer                                                                                     | 53    |       |
| 17. Dezember | David Stanley Smith        | US-amerikanischer Komponist                                                                                                  | 72    |       |
| 18. Dezember | Sem Benelli                | italienischer Dramatiker | 72    |       |
| 18. Dezember | Philipp Pforr              | deutscher Industrieller | 84    |       |
| 18. Dezember | Edward Portielje           | belgischer Genremaler | 88    |       |
| 18. Dezember | Albert Toft                | britischer Bildhauer | 87    |       |
| 19. Dezember | Paul Arets                 | belgischer Turner | 59    |       |
| 19. Dezember | Toni Attenberger           | deutscher Filmregisseur, Filmproduzent, Drehbuchautor, Journalist und Schriftsteller                                         | 67    |       |
| 19. Dezember | Emil Gotschlich            | deutscher Arzt und Hygieniker                                                                                                | 79    |       |
| 19. Dezember | Gerhard Heine              | deutscher Schriftsteller, Pädagoge und Literaturhistoriker                                                                   | 82    |       |
| 19. Dezember | Karl Theisinger            | deutscher Ökonom, Professor für Betriebswirtschaftslehre                                                                     | 48    |       |
| 20. Dezember | Carl Ahrendts              | preußischer Verwaltungsjurist, Kreisdirektor und Landrat                                                                     | 68    |       |
| 20. Dezember | Max Gerbaulet              | Landrat des Kreises Warendorf (1900–1929)                                                                                    | 85    |       |
| 20. Dezember | Erich Hamann               | deutscher Unternehmer und Chocolatier                                                                                        | 69    |       |
| 20. Dezember | Albert Heilmann            | deutscher Bauunternehmer | 63    |       |
| 20. Dezember | Jane Mander                | neuseeländische Lehrerin, Journalistin und Romanautorin                                                                      | 72    |       |
| 20. Dezember | Wilhelm Weigand            | deutscher Dichter und Schriftsteller                                                                                         | 87    |       |
| 21. Dezember | Georg Gerstacker           | deutscher Ringer | 60    |       |
| 21. Dezember | Friedrich Klinge           | deutscher Jurist und Politiker (DVP, DP), MdB                                                                                | 66    |       |
| 21. Dezember | Otto Kunz                  | österreichischer Kulturjournalist und Bibliothekar                                                                           | 69    |       |
| 21. Dezember | Jacques Stern              | französisch-jüdischer Politiker                                                                                              | 67    |       |
| 22. Dezember | José Armándola             | deutscher Komponist | 69    |       |
| 22. Dezember | Fanny Blatny               | österreichisch-tschechische Frauenrechtlerin und sozialdemokratische Politikerin                                             | 76    |       |
| 22. Dezember | Adalbert Prey              | österreichischer Geodät und Astronom                                                                                         | 76    |       |
| 22. Dezember | Ole Reistad                | norwegischer Sportler und Offizier                                                                                           | 51    |       |
| 22. Dezember | Max Stavenhagen            | deutscher Politiker (DNVP), MdHB und Hamburger Senator                                                                       | 76    |       |
| 23. Dezember | Arthur Eichengrün          | deutscher Chemiker und Unternehmer                                                                                           | 82    |       |
| 23. Dezember | Felix Kaufmann             | österreichisch-amerikanischer Rechtsphilosoph                                                                                | 54    |       |
| 23. Dezember | Momčilo Ninčić             | serbischer Außenminister und Wirtschaftswissenschaftler                                                                      | 73    |       |
| 23. Dezember | Karl Quarck                | deutscher Landschaftsmaler                                                                                                   | 80    |       |
| 23. Dezember | Otakar Vindyš              | tschechoslowakischer Tennis-, Bandy- und Eishockeyspieler                                                                    | 65    |       |
| 24. Dezember | Karl von Roques            | deutscher Offizier, zuletzt General der Infanterie, Angeklagter in den Nürnberger Prozessen und zu 20 Jahren Haft verurteilt | 69    |       |
| 24. Dezember | Wilhelm Schüffner          | deutsch-niederländischer Hochschullehrer, Professor für Mikrobiologie und Immunologie                                        | 82    |       |
| 24. Dezember | Berthold Wolff             | deutscher Textilhändler jüdischen Glaubens in Stolberg (Rheinland)                                                           | 48    |       |
| 25. Dezember | Eduard Friedel             | deutscher Verwaltungsjurist; Ministerialbeamter im bayerischen Eisenbahnwesen                                                | 78    |       |
| 25. Dezember | Guido Jung                 | italienischer Bänker, Diplomat und Händler                                                                                   | 73    |       |
| 25. Dezember | Leon Schlesinger           | US-amerikanischer Filmproduzent                                                                                              | 65    |       |
| 25. Dezember | Edgar Wollgandt            | deutscher Violinist | 69    |       |
| 26. Dezember | Gertrud Berger             | deutsche Kunstmalerin | 79    |       |
| 26. Dezember | Julius Brandt              | österreichischer Schauspieler                                                                                                | 76    |       |
| 26. Dezember | Frank Kehoe                | US-amerikanischer Wasserspringer                                                                                             | 67    |       |
| 26. Dezember | Eberhard König             | deutscher Schriftsteller | 78    |       |
| 26. Dezember | Heinrich Strieffler        | deutscher Maler | 77    |       |
| 27. Dezember | Hanns Max Hackenberger     | deutscher Schriftsteller und Journalist                                                                                      | 54    |       |
| 27. Dezember | Antoni Ponikowski          | polnischer Politiker, Mitglied des Sejm                                                                                      | 71    |       |
| 27. Dezember | Franz Rank                 | deutscher Architekt und Bauunternehmer                                                                                       | 79    |       |
| 28. Dezember | Hervey Allen               | US-amerikanischer Schriftsteller                                                                                             | 60    |       |
| 28. Dezember | Ottavio Barbieri           | italienischer Fußballspieler und -trainer                                                                                    | 50    |       |
| 28. Dezember | Jack Lovelock              | neuseeländischer Mittelstreckenläufer, Olympiasieger und Mediziner                                                           | 39    |       |
| 29. Dezember | Alfred Loewenberg          | deutsch-britischer Musikwissenschaftler                                                                                      | 47    |       |
| 29. Dezember | Henry McMahon              | britischer Diplomat | 87    |       |
| 29. Dezember | Stefan Meyer               | österreichischer Physiker und Pionier der Erforschung der Radioaktivität                                                     | 77    |       |
| 29. Dezember | Eugène Mittelhauser        | französischer General | 76    |       |
| 29. Dezember | Herman Nilsson-Ehle        | schwedischer Genetiker | 76    |       |
| 30. Dezember | Josef Dischner             | deutscher Schauspieler, Theaterregisseur und Intendant                                                                       | 77    |       |
| 30. Dezember | Leopold IV.                | letzter regierender Fürst von Lippe (1905–1918)                                                                              | 78    |       |
| 30. Dezember | Heinrich Löffler           | deutscher Politiker (SPD), MdR                                                                                               | 70    |       |
| 30. Dezember | Ernest Mottard             | belgischerRadrennfahrer | 47    |       |
| 30. Dezember | Heinrich Rehkemper         | deutscher Opernsänger (Bariton)                                                                                              | 55    |       |
| 30. Dezember | Albert Schattmann          | deutscher Kameramann | 58    |       |
| 30. Dezember | Bert Sprotte               | deutscher Filmschauspieler beim US-amerikanischen Film                                                                       | 79    |       |
| 30. Dezember | Franz Ziegler              | deutscher Politiker (CSU, BP), MdL, MdB                                                                                      | 50    |       |
| 31. Dezember | Josef Maria Auchentaller   | österreichischer Maler, Zeichner und Grafiker                                                                                | 84    |       |
| 31. Dezember | Nándor Dáni                | ungarischer Leichtathlet | 78    |       |
| 31. Dezember | Poppe Folkerts             | deutscher Marinemaler, Zeichner und Grafiker                                                                                 | 74    |       |
| 31. Dezember | Howard C. Hickman          | US-amerikanischer Schauspieler, Regisseur und Drehbuchautor                                                                  | 69    |       |
| 31. Dezember | Franz Paul Liesegang       | deutscher Physiker und Unternehmer                                                                                           | 76    |       |
| 31. Dezember | Hans Meyer                 | deutscher Architekt, Ehrensenator der Universität Gießen                                                                     | 82    |       |
| 31. Dezember | Giuseppe Rossino           | italienischer Geistlicher, Kurienerzbischof der römisch-katholischen Kirche                                                  | 69    |       |
| 31. Dezember | Andrew Ryan                | britischer Botschafter | 73    |       |
| 31. Dezember | Raimond Valgre             | estnischer Komponist und Unterhaltungsmusiker                                                                                | 36    |       |